# 벼락치기 공부

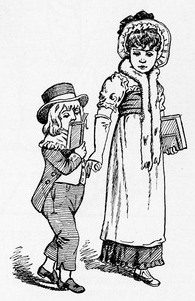
소년이 등교 중 책을 보며 벼락치기 공부를 하고 있다.

벼락치기 공부(영어:  cramming, mugging, swotting)는 시험 등에 임박하여 밤을 새거나 하면서 짧은 시간에 갑자기 많은 정보를 암기하려 하는 공부 방식을 말한다. 벼락치기는 어떤 때가 가까이 닥쳐 급박하게 일을 한다는 뜻이다.
벼락치기 공부를 하면 같은 기간 동안 공부를 아예 하지 않는 것보다는 학습시간이 늘어나므로 기억할 수 있는 정보의 양을 늘리는 것이 가능하다. 그러나 수면이 부족하게 되면 정보를 기억하는 능력이 저하될 수 있기 때문에 학습의 능률 면에 있어서는 잠을 충분히 자는 것이 낫다고 알려져 있다. 또한 계속해서 반복적으로 벼락치기 공부를 하는 경우에도 스트레스로 인하여 기억력이 떨어질 수 있다. 특히 시험기간에 벼락치기를 많이 하는데, 벼락치기를 하지 않기 위해서는 평소에 공부를 틈틈이, 꾸준하게 해야한다.

## 같이 보기
- 입시 학원(cram school)
- 학습
- 능동적 학습
- 성적
- 잠
- 기억
- 헤르만 에빙하우스
  - 망각 곡선